# Яблунька (притока Дністра)
Я́блунька (інша назва — Яблонка) — річка в Україні, в межах Самбірського району Львівської області, ліва притока Дністра (басейн Чорного моря).

## Опис
Довжина 21 км, площа басейну 85 км². Яблунька — типово гірська річка, з кам'янистим дном і численними перекатами та порогами. Характерні паводки після сильних дощів чи під час відлиги.

## Розташування
Бере початок східніше села Волошиново, у північній частині Верхньодністровських Бескидів (Українські Карпати). Тече переважно на схід. Впадає у Дністер на північній околиці міста Старого Самбора.
Протікає через такі села: Волошиново, Біличі та Стрільбичі.

## Притоки
- Білич, Левурда, Смолянка (ліві).